# بوب فينكل
بوب فينكل (بالإنجليزية: Bob Finkel)‏ هو منتج تلفزيوني أمريكي، ولد في 25 مارس 1918 في فيلادلفيا في الولايات المتحدة، وتوفي في 30 أبريل 2012 في بيفرلي هيلز في الولايات المتحدة.

## وصلات خارجية
- بوب فينكل على موقع IMDb (الإنجليزية)
- بوب فينكل على موقع قاعدة بيانات الفيلم (الإنجليزية)